# Loutre du Chili
Lontra provocax
Espèce
Statut de conservation UICN

 EN A3cd : En danger
Statut CITES
La Loutre du Chili (Lontra provocax), appelée huillín en espagnol, vit dans les rivières de la Patagonie chilienne et dans les zones adjacentes de la Patagonie argentine. Pour certains, ce serait une sous-espèce de la loutre de rivière.

## Description
Elles peuvent atteindre la taille d'un mètre de long et peser entre 8 et 14 kg.
Le corps est allongé et la tête aplatie; les pavillons des oreilles sont petits. Les extrémités sont courtes avec des membranes interdigitales, les doigts sont dotés de fortes griffes. Sa coloration est "café noir" dans les parties supérieures et blanc argenté dans la région abdominale. Le pelage est fin et velouté.

## Répartition
Au Chili, depuis la province de Cautín (río Toltén) jusqu'au détroit de Magellan et des fjords de la cordillère Darwin en Terre de Feu, et depuis le niveau de la mer jusqu'à 1 000 mètres d'altitude (anciennement son aire de distribution remontait vers le nord jusqu'aux río Cauquenes et río Cachapoal). En Argentine elle occupe les rivières des Andes de Patagonie, bien arrosées et jouxtant cette région du Chili.

## Alimentation
Elle se nourrit principalement de poissons et de crustacés. Elle consomme occasionnellement des mollusques, des amphibiens et des oiseaux. En eau douce, les crustacés consommés sont principalement des genres Aegla et Sammastacus. En zone maritime, elle se nourrit des genres de poissons Harpagifer, Patagonotothen, Eleginops, Cottoperca et de crustacés Munida, Taliepus, Cancridae, Galatheidae, Lithodidae, Lithodes, Paralomis et Campylonotus.

## Chiffre de population et conservation

### Au Chili
Dans la région de Magallanes et de l'Antarctique chilien, on estime une densité de 0,73 individus par kilomètre de côte, ce qui laisse supposer approximativement 20 000 individus pour cette région.
Espèce protégée par la législation sur la chasse (nº 4601 du 18 juin 1929), elle est incluse dans l'appendice I de CITES. Elle est classifiée comme vulnérable avec des populations déclinantes (VU).
Les spécialistes considèrent la loutre du Chili comme en péril (P) dans les régions XI et X, et vulnérable (VU) dans les régions XI et XII.